# Rathaus Blieskastel

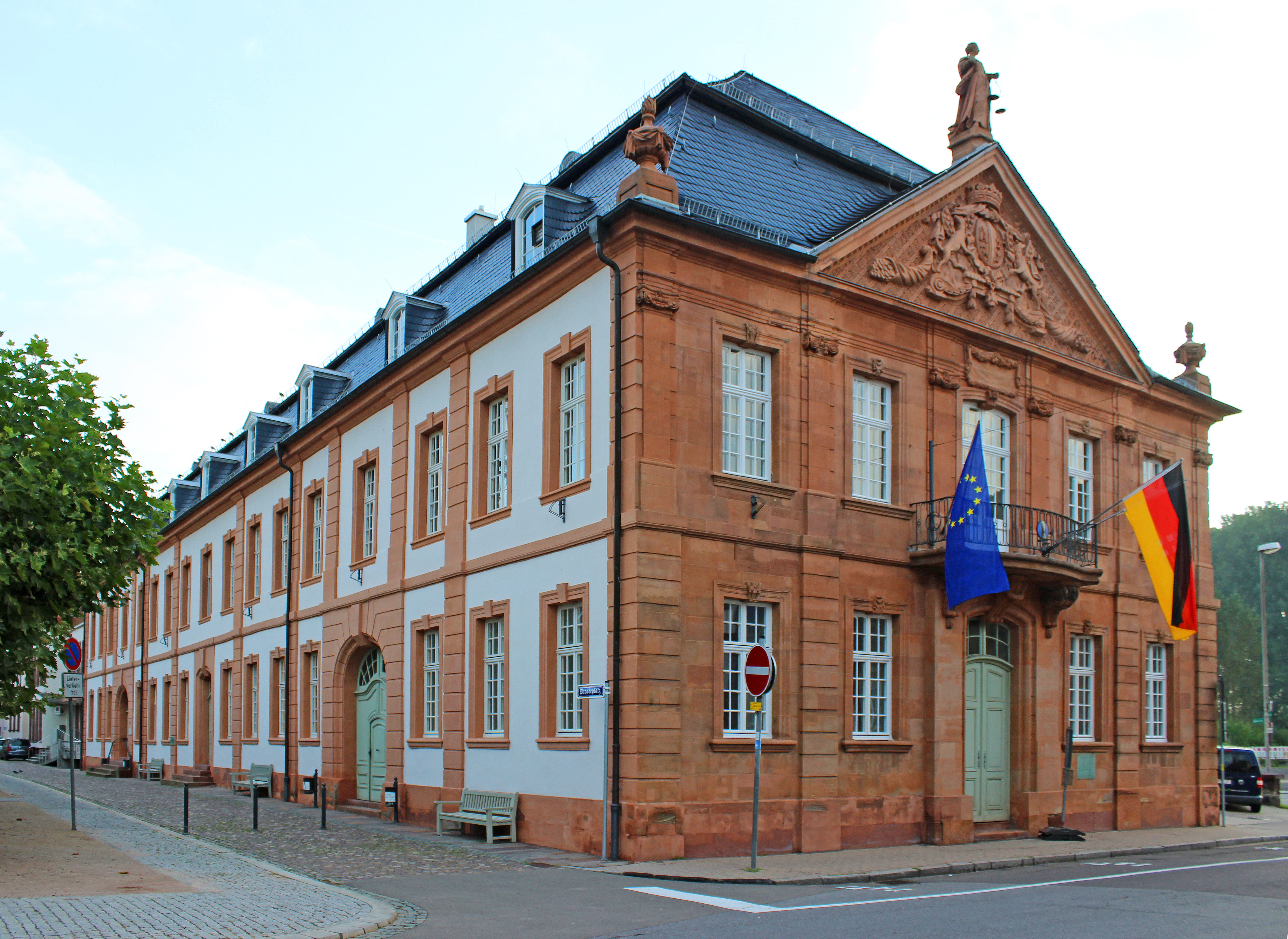
Das Blieskasteler Rathaus

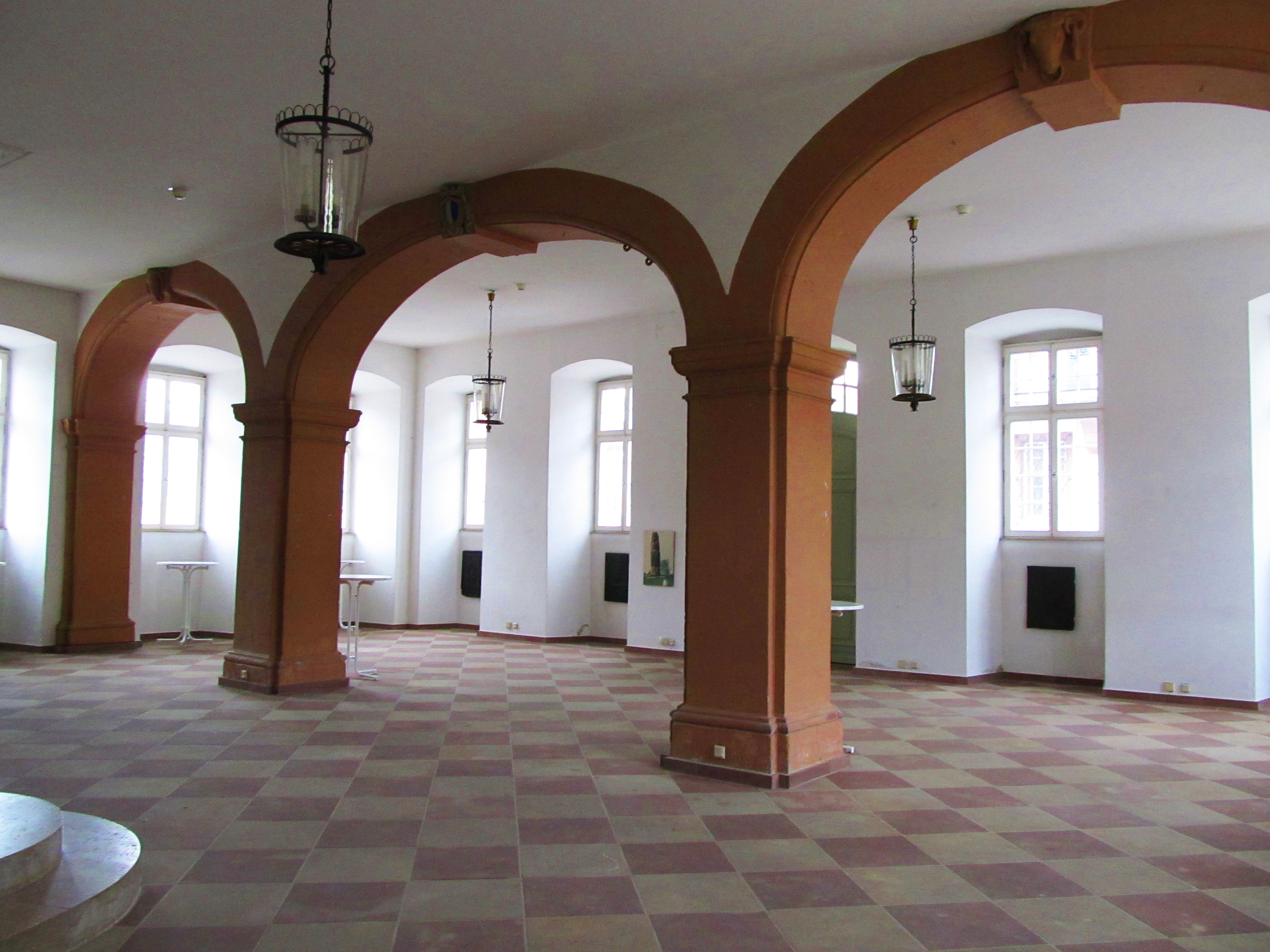
Die ehemalige Markthalle im Blieskasteler Rathaus

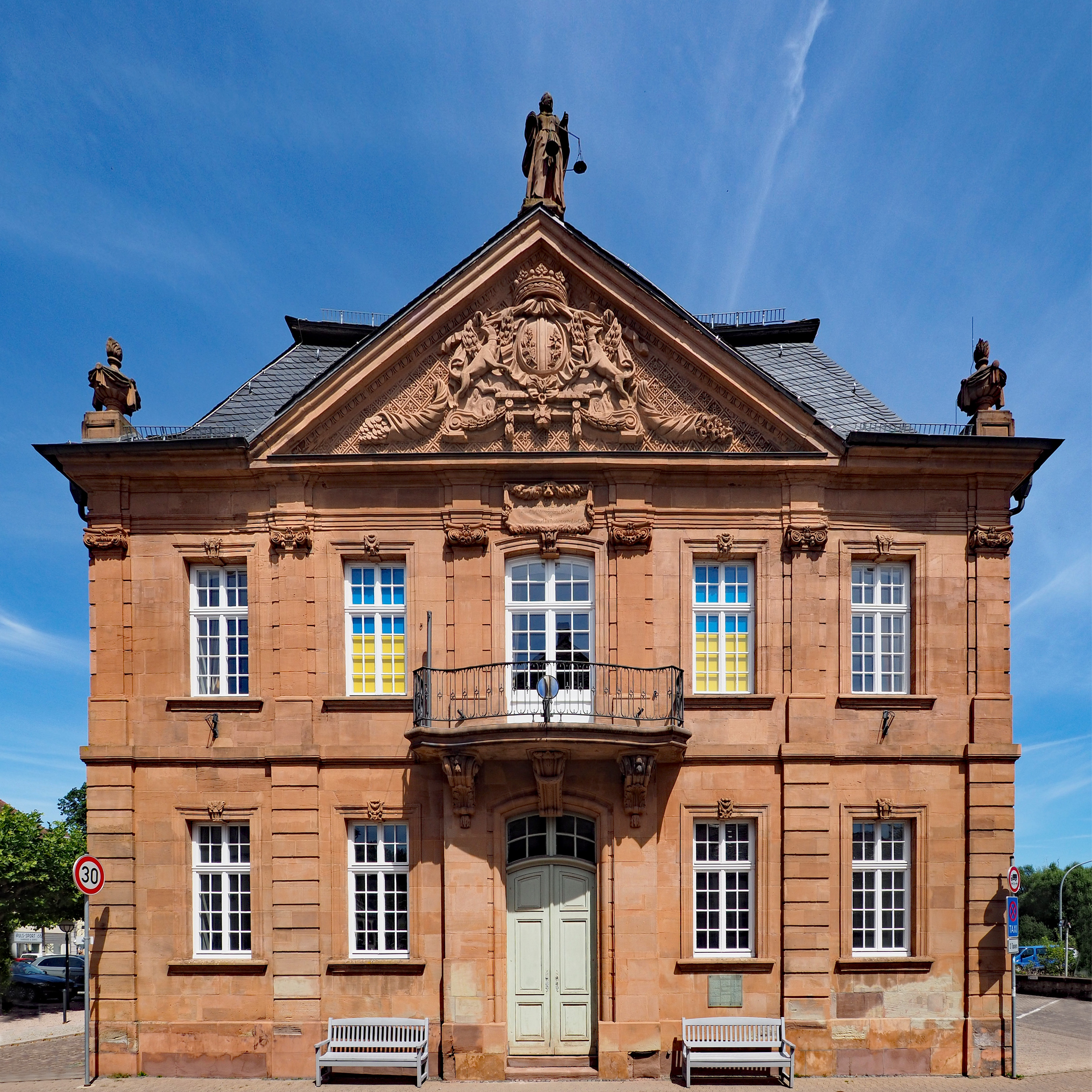
Die Schaufassade des Rathauses

Das Rathaus Blieskastel ist das Rathaus der Stadt Blieskastel im Saarland. Erbaut wurde es in den 70er Jahren des 18. Jahrhunderts als Waisenhaus, diente aber auch von Anfang an administrativen Zwecken. In der Denkmalliste des Saarlandes ist das Gebäude als Einzeldenkmal aufgeführt.

## Geschichte
Reichsgraf Franz Karl von der Leyen ließ das Waisenhaus in Blieskastel für die Armen und Waisen seines Herrschaftsgebietes erbauen. Die Einrichtung ging auf eine Stiftung des Regenten aus dem Jahre 1765 zurück. Nach Verlegung der Leyenschen Residenz von Koblenz nach Blieskastel im Jahr 1773 erhielt diese Armen- und Waisenhausstiftung durch Franz Karl eine weitere Förderung. Im Zuge dieser Förderung ließ er in den Jahren 1773 bis 1775 das großzügige Waisenhausgebäude errichten. Zur damaligen Zeit galt es als das größte und ansehnlichste Stiftungsgebäude im Rheinkreis. Nach dem Tode des Reichsgrafen im Jahre 1775 wurde das Werk von seiner Witwe Marianne von der Leyen weitergeführt.
Das Waisenhaus, das heutige Blieskasteler Rathaus, gilt als Werk des Pfalz-Zweibrückischen Baumeisters Christian Ludwig Hautt.
Das Bauwerk war ein Mehrzweckbau in dem neben der Waisenkasse, die das Waisenhaus verwaltete, auch die so genannte „Landschaft“, das Vertretungsorgan der Orte im Oberamt Blieskastel, untergebracht war. Der Landschaft gehörte das Gebäude. Es war als Waisenhaus also nicht nur eine soziale Einrichtung, sondern diente als „Oberamtshaus“ auch als Amtsgebäude. In einem Anbau befand sich die Kaserne der Hoch-Gräflich Leyenschen Garde-Kompanie. Außerdem gehörte zu dem Bau noch eine Markthalle.
Aus der von Reichsgraf Franz Karl gegründeten Waisenkasse konnte bis zum Jahr 1918 an Notleidende noch Geld ausbezahlt werden, bis der Rest durch die Inflation aufgezehrt wurde.
In Jahrhunderten nach der Erbauung diente das Waisenhaus des Öfteren als Kriegslazarett und wurde von den jeweiligen Machthabern requiriert. Nach schweren Kriegsbeschädigungen 1944 wurde die zerstörte Schauseite vom einheimischen Bildhauermeister Joachim Kirsch in den 1950er Jahren wiederhergestellt.

## Baubeschreibung
Das Bauwerk mit langrechteckigem Grundriss und zwei Geschossen mit Mansardenwalmdach, hat seine Schaufassade nicht auf den Langseiten, sondern auf der südlichen Schmalseite. Ihre Mitte wird betont durch ein schlankes Portal, einen Balkon auf massiven Konsolen und einen über drei von fünf Achsen aufragenden Dreiecksgiebel. Über ihm steht eine Figur der Justitia. Über den Eckpilastern sind zwei Vasen platziert. Im Zentrum des reich reliefierten Giebels sieht man vor einem textilen Ornament das Leyensche Wappen. Gehalten wird das Wappen von zwei männlichen Windhunden, die mit Halsband und mit Herzen geschmückten Flügeln versehen sind. Darüber befindet sich eine Krone, darunter das Ordenskreuz eines Großkomturs des Kaiserlichen St. Josephordens. Seitlich davon zeigen sich Füllhörner mit Geld und Blumen. Auf einem Löwenfell, das an das Gebälk darunter geheftet ist, erkennt man ein Chronogramm von 1775. Auf ihm steht geschrieben: „eCCe Ita pro aeqVo et bono VIgILat atqVe Laborat franCIsCVs regnans CoMes a petra et In hohengeroLseCk.“ (deutsch: „Siehe, so sorgt sich für den Gerechten und Guten und arbeitet Franz, der regierende Graf von der Leyen und zu Hohengerolseck.“)
Die dem Paradeplatz zugewandte westliche Langseite des Gebäudes, ebenso wie die Ostseite, hat eine reiche Sandsteingliederung mit Pilastern und verkröpftem Gurtgesims, Ort- und Sockelquaderung. Die Fenster haben einen einfachen Sturz mit Keilstein. Mittig der 17 Achsen liegt ein Portal, das dem Hauptportal der Schauseite in Maß und Gestalt entspricht. Links und rechts dazu, getrennt durch vier Achsen, befinden sich breitere Portale mit einem Korbbogenabschluss. Dies waren früher Toreinfahrten. Erhalten ist auch noch die ehemalige Markthalle, eine Vorhalle mit Flachdecke und vier Pfeilern, auf denen Korbbögen aufliegen. Ihre Schlusssteine zeigen abwechselnd das Leyensche Wappen und Tierköpfe.